# Indonezija
Republika Indonezija (indonezijsko Republik Indonesia) je država v Jugovzhodni Aziji, ki zavzema veliko otočje med Indokino in Avstralijo, med Indijskim oceanom in Tihim oceanom. Indonezija meji na Malezijo na otoku Borneo, na Papuo Novo Gvinejo na otoku Nova Gvineja in na Vzhodni Timor na otoku Timor. Glavno mesto je Džakarta.
Po ureditvi je predsedniška ustavna republika. Je soustanoviteljica Zveze držav Jugovzhodne Azije in članica skupine G20 gospodarsko najrazvitejših držav, 16. na svetu po nominalnem BDP. S skoraj 240 milijoni prebivalcev (po popisu leta 2010) je 4. najbolj naseljena država na svetu, pri čemer je poseljenost izrazito neenakomerna. Nekateri otoki so med najgosteje naseljenimi območji na svetu, drugod pa so obširna območja neokrnjene narave, ki zaradi svoje lege predstavljajo eno vročih točk biotske raznovrstnosti. Kljub obilju naravnih virov velik delež prebivalstva živi v revščini.

## Geografija
S površino 1.904.569 km² je Indonezija 15. največja država na svetu. Zavzema otočje 17.508 otokov na obeh straneh ekvatorja, od katerih je naseljenih okrog 6.000. Največji so Java, Sumatra, Borneo, Nova Gvineja in Sulavezi. Po številu prebivalcev izstopa Java, ki je eden najgosteje poseljenih otokov na svetu, na katerem živi več kot polovica Indonezijcev. Tudi največje mesto, prestolnica Džakarta, leži na Javi.
Zaradi lege na stičišču pacifiške, evrazijske in indoavstralske plošče je površje tektonsko zelo aktivno, s pogostimi potresi in skoraj 150 aktivnimi ognjeniki, med katerimi sta tudi Krakatoa in Tambora, znana po katastrofalnih izbruhih v 19. stoletju. Med hujšimi geološkimi katastrofami, ki so prizadele državo v zadnjih letih, je potres v Indijskem oceanu leta 2004, zaradi katerega je umrlo 167.736 ljudi, predvsem na severu Sumatre. Po drugi strani obilica vulkanskega pepela prispeva k visoki rodovitnosti tamkajšnje prsti in omogoča gosto poselitev.

## Upravna delitev
Indonezija je upravno razdeljena na 27 otokov, dve posebni ozemlji ter ozemlje glavnega mesta. Otoki so nadalje razdeljeni na okraje, ki se še naprej delijo na podokraje in občine. Otoki so:
- Bali,
- Bangka-Belitung,
- Banten,
- Bengkulu,
- Osrednja Java,
- Osrednji Kalimantan,
- Osrednji Sulawesi,
- Vzhodna Java,
- Vzhodni Kalimantan,
- Vzhodna Nusa Tenggara,
- Severna Sumatra,
- Gorontalo,
- Džambi,
- Lampung,
- Maluku,
- Severni Maluku,
- Severni Sulavezi,
- Severna Sumatra,
- Papua (Irian Jaya),
- Riau,
- Jugovzhodni Sulavezi,
- Južni Kalimantan,
- Južni Sulavezi,
- Južna Java,
- Zahodni Kalimantan,
- Zahodna Nusa Tenggara,
- Zahodna Sumatra

Posebni ozemlji (indonezijsko daerah istimewa) sta Aceh in Yogyakarta. Ozemlje glavnega mesta je Džakarta.
Pričakovati je odcepitev dela Riau Kepulauan od province Riau.